# Hansa-Brandenburg
Ганза унд Бранденбургише флюгцойгверке (нем. Hansa- und Brandenburgische Flugzeugwerke AG (HBF), сокращённо Hansa-Brandenburg (HB), в отечественных источниках Ганза-Бранденбург) — ныне не существующая немецкая авиастроительная компания, крупный производитель самолётов для немецких и австро-венгерских вооруженных сил периода Первой мировой войны.

## История
Один из пионеров германской авиации Игнац (Иго) Этрих, создатель известного моноплана Etrich Taube, в 1914 году основал в районе Брист близ Бранденбурга-на-Хафеле компанию Brandenburgische Flugzeugwerke GmbH, техническим директором и главным конструктором которой стал Эрнст Хейнкель.
В июле 1915 года австрийский промышленник Камилло Кастильони приобрёл эту компанию и авиазавод Hansa-Flugzeug-Werke Hamburg Carl Caspar в гамбургском районе Фульсбюттель и объединил их с существовавшей с 1914 года фирмой Deutsche Aero-Gesellschaft AG под названием Hansa- und Brandenburgische Flugzeugwerke AG.
Осенью 1915 года она стала крупнейшим немецким авиапроизводителем; её капитал составлял 1 500 000 марок, персонал насчитывал около 1000 сотрудников, имелись ещё два завода в Руммельсбурге и Вандсбехе.
Во время войны компания под руководством Хейнкеля построила большое количество самолётов собственных конструкций для немецких и австро-венгерских ВВС; Австрия также приобрела лицензии на некоторые модели.
«Ганза-Бранденбург» была известна своей успешной серией гидропланов и разведывательных самолетов. Особого внимания заслуживают морские истребители, которые использовались немецкими Кайзерлихмарине и австрийскими ВМС на Северном и Средиземном морях.
В числе самолётов, изготовленных компанией иногда упоминают тяжёлые бомбардировщики Friedrichshafen G.III которые по лицензии выпускались её гамбургским заводом Hanseatischen Flugzeugwerken.
В 1918 году для увеличения производства гидросамолётов в её состав вошла верфь Макса Эртца в Гамбурге. Уставный капитал компании на тот момент вырос вдвое и составлял уже 3 миллиона марок.
После войны компания Ганза-Бранденбург вынуждена была отказаться от выпуска самолетов из-за положений Версальского договора. Однако, формально она, возглавляемая Кастильони и Хейнкелем в качестве директоров, просуществовала по крайней мере до 1925 года; её цели по-прежнему формулировались в Уставе следующим образом: «производство и продажа всех типов самолётов и иных авиационных продуктов, обучение полётам, приобретение и эксплуатация изобретений, патентов и лицензий, относящихся к авиационному сектору». Её капитал, однако, составлял всего лишь 20 000 рейхсмарок, возможно, это были доходы от продажи лицензий.
Так, например, несколько W.29 продали Дании; W.33 производился в Финляндии, Норвегии и Японии. Чехословакия, унаследовавшая часть австро-венгерской авиапромышленности, продолжала выпускать B.I и C.I как Aero Ae-10, A-14/15, A-26 и Letov Š-10.

### Учебные самолёты
- 1914: Hansa-Brandenburg D
- 1914: Hansa-Brandenburg FD

### Невооружённые разведчики
- 1915: Hansa-Brandenburg LDD
- 1915: Hansa-Brandenburg DD

### Вооружённые разведчики
- 1916: Hansa-Brandenburg KDD
- 1916: Hansa-Brandenburg C.I
- 1917: Hansa-Brandenburg K
- 1917: Hansa-Brandenburg L15

### Истребители
- 1915: Hansa-Brandenburg MLD
- 1916: Hansa-Brandenburg KF
- 1916: Hansa-Brandenburg KD (D.I)
- 1917: Hansa-Brandenburg L14
- 1917: Hansa-Brandenburg L16

### Бомбардировщики
- 1915: Hansa-Brandenburg ZM — Прототипы ZM I и ZM II
- 1915: Hansa-Brandenburg GF (G.I)
- 1916: Hansa-Brandenburg GFK

### Поплавковые гидропланы
- 1914: Hansa-Brandenburg W — разведчик, 27 экземпляров
- 1915: Hansa-Brandenburg NW — разведчик, 32 экземпляра
- 1915/16: Hansa-Brandenburg LW
- 1916: Hansa-Brandenburg GNW
- 1916/17: Hansa-Brandenburg KW
- 1916: Hansa-Brandenburg KDW — одноместный истребитель
- 1916: Hansa-Brandenburg W.11 — разведчик, 1 прототип и 2 экземпляра
- 1916: Hansa-Brandenburg W.12
- 1916: Hansa-Brandenburg GW — торпедоносец
- 1916: Hansa-Brandenburg GDW — торпедоносец
- 1916: Hansa-Brandenburg W.16
- 1917/18: Hansa-Brandenburg W.19
- 1917: Hansa-Brandenburg W.25 — морской одноместный истребитель, развитие истребителя KDW, 1 экземпляр;
- 1917: Hansa-Brandenburg W.26 — дальний разведчик
- 1917: Hansa-Brandenburg W.27
- 1918: Hansa-Brandenburg W.29
- 1918: Hansa-Brandenburg W.32 — учебный
- 1918: Hansa-Brandenburg W.33
- 1918: Hansa-Brandenburg W.34

### Летающие лодки
- 1915: Hansa-Brandenburg FB
- 1916: Hansa-Brandenburg W.13
- 1917: Hansa-Brandenburg W.18
- 1917: Hansa-Brandenburg W.20 — разборный самолёт для подводных лодок; 3 экземпляра
- 1917: Hansa-Brandenburg W.23
- 1916: Hansa-Brandenburg CC — одноместный истребитель, 36 экземпляров (и 135 по лицензии компанией Phoenix)
- 1918: Hansa-Brandenburg W.35